# 500 lire "Olimpiadi di Los Angeles"
In occasione della XXIII edizione dei Giochi olimpici tenutasi a Los Angeles, la Zecca di Stato italiana ha coniato una moneta d'argento dal valore nominale di 500 lire.

## Dati tecnici
Al dritto è ritratto al centro è ritratta un'allegoria della Repubblica italiana volta a destra e sovrapposta ad una colomba; a sinistra vi è la fiaccola olimpica, in giro è scritto "REPVBBLICA ITALIANA" In basso sono riportati i nomi degli autori Maurizio Soccorsi eFranco Pioli.
Al rovescio al centro sono raffigurati tre quomini che sorreggono il braciere olimpico, a destra e a sinistra dei quali sono riportati, rispettivamente, indicazione del valore e data e segno di zecca. In giro è scritto "GIOCHI DELLA XXII OLIMPIADE" .
Nel contorno: "REPVBBLICA ITALIANA" in rilievo.
Il diametro è di 29 mm, il peso di 11 g e il titolo è di 835/1000.
La tiratura è di 192.614 esemplari. La moneta è presentata nella sola versione fior di conio confezionata in astuccio.